# Leopoldo Gasparini
Leopoldo Gasparini (Gradisca, 21 febbraio 1894 – Gradisca, 8 gennaio 1969) è stato un politico e partigiano italiano.

## Biografia
Fu uno dei fondatori nel 1922 del Partito Comunista d'Italia.
Dopo l'ascesa al potere del fascismo in Italia continuò a battersi per la democrazia. A causa di questo subì diverse intimidazioni e pastaggi da parte degli squadristi fascisti, finché nel 1927 fu arrestato. L'anno seguente fu processato dal Tribunale speciale di Trieste e condannato a sette anni e otto mesi di reclusione. Confinato poi sull'isola di Ponza e a Ventotene.
Dopo l'arresto di Mussolini, fu scarcerato e ritornò nelle sue terre dove fu tra i promotori della Resistenza contro il nazifascismo, mantenendo i collegamenti con le formazioni armate in montagna. Subito dopo la Liberazione fu per un breve periodo sindaco della città di Gradisca d'Isonzo. Nel dopoguerra viene chiamato alla direzione del quotidiano Il Lavoratore.